# Ólga Kefaloyánni
Ólga Kefaloyánni (en grec Όλγα Κεφαλογιάννη), née le 29 avril 1975 à Athènes, est une femme politique grecque.

## Biographie
Elle est députée au Parlement grec sur la liste de Nouvelle Démocratie depuis 2007, d'abord dans la circonscription d'Héraklion, puis, à partir de 2012, dans la première circonscription d'Athènes. Elle a été ministre du Tourisme du gouvernement Samarás de 2012 à 2015.